# 北川大祐
北川 大祐（きたがわ だいすけ、1969年10月8日 - ）は、実業家、元タレント。現在は児玉清事務所代表取締役、事務用品の販売・卸会社の株式会社チカダ代表取締役社長。タレントとしてのデビュー当初は父・児玉清が経営していた児玉清事務所に所属していたが、後にアダムスモデルスに所属した。東京都渋谷区出身。タレント活動では当初「児玉 大輔」で活動していたが、後に「北川 大輔」で活動していた。
父は俳優・タレントの児玉清、母は元女優の北川町子。
　

## 来歴・人物
玉川大学卒業。中学生時代からバスケットボールを続けていた。タレントとして1988年5月24日にテレビ朝日系列放送テレビドラマ『火曜スーパーワイド・手料理かあさんと高校生花嫁の新家族ゲーム』でデビューしたが、このデビュー作がいきなり準主役、父との共演でも注目を集めた。デビューした1988年当時は玉川学園高等部女子バスケットボール部のコーチもしていた。その後はドラマの端役での出演が多かったが、後にモデルとして活躍し、CMにも出演していたこともある。後に引退して、現在は先述の通り、実業家として活動している。姉がいるが、2002年に胃癌で死去した（36歳没）。後に父も姉と同様、2011年に胃癌で死去した（77歳没）。

## 出演作品

### ドラマ
- 火曜スーパーワイド手料理かあさんと高校生花嫁の新家族ゲーム（テレビ朝日系） - 父・児玉清と共演
- 部長刑事シリーズ「アーバンポリス24」（ABCテレビ）

### CM
- マクドナルド
- トヨタ自動車
- NTTドコモ
- トヨタホーム
- 七十七銀行

他

### パンフレット
- ノースウエスト航空
- JR東海
- チューリッヒ生命
- キヤノン

他